# Temporada 1974-75 de los Washington Bullets
La temporada 1974-75  fue la segunda de la franquicia dentro del área de Washington D. C. y la decimocuarta en sus diferentes localizaciones, cambiando su nombre de Capital Bullets a Washington Bullets. La temporada regular acabó con 60 victorias y 22 derrotas, ocupando el segundo puesto de la Conferencia Este, alcanzando los playoffs, en los que llegaron a las Finales, en las que cayeron ante Golden State Warriors.

## Elecciones en elDraft
| Ronda | Puesto | Jugador         | Posición  | Nacionalidad   | Universidad     |
| ----- | ------ | --------------- | --------- | -------------- | --------------- |
| 1     | 13     | Len Elmore      | Pívot     | Estados Unidos | Maryland        |
| 2     | 22     | Truck Robinson  | Ala-Pívot | Estados Unidos | Tennessee State |
| 2     | 30     | Dennis DuVal    | Base      | Estados Unidos | Syracuse        |
| 4     | 66     | Stan Washington | Base      | Estados Unidos | San Diego       |

## Temporada regular
| División Central     | División Central | División Central | División Central | División Central | División Central | División Central | División Central | División Central |
| Equipo               | G                | P                | %                | PD               | Casa             | Fuera            | Div              |                  |
| -------------------- | ---------------- | ---------------- | ---------------- | ---------------- | ---------------- | ---------------- | ---------------- | ---------------- |
| y-Washington Bullets | 60               | 22               | .732             | –                | 36–5             | 24–17            | 22–8             |                  |
| x-Houston Rockets    | 41               | 41               | .500             | 19               | 29–12            | 12–29            | 16–14            |                  |
| Cleveland Cavaliers  | 40               | 42               | .488             | 20               | 29–12            | 11–30            | 17–13            |                  |
| Atlanta Hawks        | 31               | 51               | .378             | 29               | 22–19            | 9–32             | 11–19            |                  |
| New Orleans Jazz     | 23               | 59               | .280             | 37               | 20–21            | 3–38             | 9–21             |                  |

## Playoffs

### Semifinales de Conferencia
Washington Bullets vs. Buffalo Braves 
| Fecha       | Partido                                    | Ciudad   |
| ----------- | ------------------------------------------ | -------- |
| 10 de abril | Washington Bullets 102, Buffalo Braves 113 | Landover |
| 12 de abril | Buffalo Braves 106, Washington Bullets 120 | Búfalo   |
| 16 de abril | Washington Bullets 111, Buffalo Braves 96  | Landover |
| 18 de abril | Buffalo Braves 108, Boston Celtics 102     | Búfalo   |
| 20 de abril | Washington Bullets 97, Buffalo Braves 93   | Landover |
| 23 de abril | Buffalo Braves 102, Washington Bullets 96  | Búfalo   |
| 25 de abril | Washington Bullets 115, Buffalo Braves 96  | Landover |
|             | Washington Bullets gana las series 4-3     |          |

### Finales de Conferencia
Boston Celtics vs. Washington Bullets 
| Fecha       | Partido                                    | Ciudad   |
| ----------- | ------------------------------------------ | -------- |
| 27 de abril | Boston Celtics 95, Washington Bullets 100  | Boston   |
| 30 de abril | Washington Bullets 117, Boston Celtics 92  | Landover |
| 3 de mayo   | Boston Celtics 101, Washington Bullets 90  | Boston   |
| 7 de mayo   | Washington Bullets 119, Boston Celtics 108 | Landover |
| 9 de mayo   | Boston Celtics 103, Washington Bullets 99  | Boston   |
| 11 de mayo  | Washington Bullets 98, Boston Celtics 92   | Landover |
|             | Washington Bullets gana las series 4-2     |          |

### Finales de la NBA
Golden State Warriors vs. Washington Bullets
| Fecha      | Partido                                           | Ciudad   |
| ---------- | ------------------------------------------------- | -------- |
| 18 de mayo | Washington Bullets 95, Golden State Warriors 101  | Landover |
| 20 de mayo | Golden State Warriors 92, Washington Bullets 91   | Oakland  |
| 23 de mayo | Golden State Warriors 109, Washington Bullets 101 | Oakland  |
| 25 de mayo | Washington Bullets 95, Golden State Warriors 96   | Landover |
|            | Golden State gana las finales 4-0                 |          |

## Estadísticas
| Rk | Jugador           | Edad | P  | PT | MP   | TC  | TCI  | %TC  | TL  | TLI | %TL  | RO  | RD   | RT   | AS  | RB  | TAP | BP | FP  | PTS  |
| -- | ----------------- | ---- | -- | -- | ---- | --- | ---- | ---- | --- | --- | ---- | --- | ---- | ---- | --- | --- | --- | -- | --- | ---- |
| 1  | Elvin Hayes       | 29   | 82 |    | 42.3 | 9.0 | 20.3 | .443 | 5.0 | 6.5 | .766 | 2.7 | 9.5  | 12.2 | 2.5 | 1.9 | 2.3 |    | 2.9 | 23.0 |
| 2  | Wes Unseld        | 28   | 73 |    | 39.8 | 3.7 | 7.5  | .502 | 1.7 | 2.5 | .685 | 4.4 | 10.4 | 14.8 | 4.1 | 1.6 | 0.9 |    | 2.5 | 9.2  |
| 3  | Phil Chenier      | 24   | 77 |    | 37.3 | 9.0 | 19.9 | .450 | 3.9 | 4.7 | .825 | 1.0 | 2.8  | 3.8  | 3.2 | 2.3 | 0.8 |    | 2.1 | 21.8 |
| 4  | Kevin Porter      | 24   | 81 |    | 32.0 | 5.0 | 10.2 | .491 | 1.6 | 2.3 | .704 | 0.7 | 1.2  | 1.9  | 8.0 | 1.9 | 0.1 |    | 4.0 | 11.6 |
| 5  | Mike Riordan      | 29   | 74 |    | 29.6 | 7.0 | 14.3 | .492 | 1.3 | 1.6 | .838 | 1.2 | 2.6  | 3.8  | 2.7 | 1.0 | 0.1 |    | 3.2 | 15.4 |
| 6  | Jimmy Jones       | 30   | 73 |    | 19.5 | 2.8 | 5.5  | .518 | 1.4 | 1.9 | .725 | 0.5 | 1.4  | 1.9  | 2.2 | 1.0 | 0.1 |    | 2.6 | 7.1  |
| 7  | Nick Weatherspoon | 24   | 82 |    | 16.4 | 3.1 | 6.9  | .456 | 1.3 | 1.7 | .746 | 1.6 | 2.6  | 4.2  | 0.6 | 0.8 | 0.3 |    | 2.6 | 7.5  |
| 8  | Truck Robinson    | 23   | 76 |    | 13.1 | 2.5 | 5.2  | .486 | 0.8 | 1.5 | .522 | 1.2 | 2.7  | 4.0  | 0.5 | 0.5 | 0.4 |    | 1.7 | 5.8  |
| 9  | Tom Kozelko       | 23   | 73 |    | 10.3 | 0.8 | 2.3  | .359 | 0.4 | 0.5 | .861 | 0.7 | 1.2  | 1.9  | 0.6 | 0.4 | 0.1 |    | 1.7 | 2.1  |
| 10 | Clem Haskins      | 31   | 70 |    | 10.0 | 1.6 | 4.1  | .397 | 0.8 | 0.9 | .841 | 0.4 | 0.7  | 1.1  | 1.1 | 0.3 | 0.1 |    | 1.0 | 4.0  |
| 11 | Dick Gibbs        | 26   | 59 |    | 7.2  | 1.3 | 3.2  | .389 | 0.8 | 1.1 | .750 | 0.4 | 0.6  | 1.0  | 0.3 | 0.2 | 0.1 |    | 1.0 | 3.3  |
| 12 | Stan Washington   | 23   | 1  |    | 4.0  | 0.0 | 1.0  | .000 | 0.0 | 0.0 |      | 0.0 | 0.0  | 0.0  | 0.0 | 0.0 | 0.0 |    | 1.0 | 0.0  |
| 13 | Dennis DuVal      | 22   | 37 |    | 3.7  | 0.6 | 1.8  | .369 | 0.3 | 0.5 | .667 | 0.2 | 0.4  | 0.6  | 0.4 | 0.4 | 0.1 |    | 0.9 | 1.6  |

## Galardones y récords
| Jugador      | Galardón                                                                 |
| Elvin Hayes  | Mejor quinteto de la NBA 2.º Mejor quinteto defensivo de la NBA All-Star |
| Phil Chenier | 2.º Mejor quinteto de la NBA All-Star                                    |
| Wes Unseld   | All-Star                                                                 |